# Бруно Ман
Бруно Ман (нім. Bruno Mahn; 3 грудня 1887, Тюрингія — 6 лютого 1961) — німецький офіцер-підводник, капітан-цур-зее крігсмаріне. Найстаріший командир підводного човна Другої світової війни, який брав участь у бойових діях: здійснив похід у 55 років.

## Біографія
В 1911 році вступив в кайзерліхмаріне. Учасник Першої світової війни, вахтовий офіцер панцерника HILDEBRAND. В січні-квітні 1916 року навчався в підводному училищі, одночасно вахтовий офіцер на підводному човні SM UB-25. З 22 квітня 1916 по квітень 1917 року — вахтовий офіцер на SM UB-33, з 12 травня 1917 року — на SM UC-59. З 29 квітня по 7 жовтня 1918 року — командир SM UB-21. 23 листопада 1918 року демобілізований.
Всього за час бойових дій потопив 6 кораблів загальною водотоннажністю 7 844 брт.
| Дата            | Назва корабля | Тип        | Тоннаж, брт | Країна             |
| --------------- | ------------- | ---------- | ----------- | ------------------ |
| 8 травня 1918   | Constantia    | Пароплав   | 772         | Британська імперія |
| 10 травня 1918  | Anboto Mendi  | Пароплав   | 2,114       | Іспанія            |
| 11 травня 1918  | Gothia        | Пароплав   | 1,826       | Швеція             |
| 12 травня 1918  | Haslingden    | Пароплав   | 1,934       | Британська імперія |
| 4 липня 1918    | Mentor        | Вітрильник | 539         | Норвегія           |
| 26 вересня 1918 | Paul          | Пароплав   | 659         | Бельгія            |

1 червня 1936 року вступив в службу комплектування крігсмаріне. З жовтня 1937 року — офіцер зв'язку ВМС при командуванні 13-го армійського корпусу. В квітні-листопаді 1940 року повторно пройшов підготовку підводника. З 30 листопада 1941 по 31 липня 1941 року — командир підводного човна UB, з 1 листопада 1941 по 12 січня 1943 року — UD-5, на якому здійснив 1 похід (75 днів у морі) і 29 жовтня 1942 року потопив КАТ судно Primrose Hill водотоннажністю 7 628 брт, яке перевозило 3 000 тонн вугілля та 1 796 тонн генеральних вантажів, включаючи військові матеріали та 11 літаків, при цьому 3 з 49 членів екіпажу загинули. В січні-березні 1943 року — командир 8-ї флотилії підводних човнів, в квітні-серпні 1943 року — бази підводних човнів в Гамбурзі, з вересня 1943 року — 31-ї флотилії підводних човнів. В квітні 1945 року переведений в розпорядження командира підводних човнів на Сході.

## Звання
- Віце-штурман резерву (25 листопада 1912)
- Лейтенант-цур-зее резерву (12 березня 1915)
- Оберлейтенант-цур-зее резерву (16 листопада 1917)
- Корветтен-капітан служби комплектування (1 червня 1936)
- Фрегаттен-капітан (1 червня 1940)
- Капітан-цур-зее (1 серпня 1942)

## Нагороди
- Залізний хрест
  - 2-го класу (1916)
  - 1-го класу (1917)
- Нагрудний знак підводника (1918)
- Почесний хрест ветерана війни з мечами (грудень 1934)
- Медаль «За вислугу років у Вермахті» 4-го класу (4 роки)
- Застібка до Залізного хреста 2-го класу (12 листопада 1942)
- Нагрудний знак підводника (січень 1943)